# Campeonato Fluminense
Het Campeonato Fluminense was het voetbalkampioenschap van de Braziliaanse staat Rio de Janeiro toen de stad Rio de Janeiro en de staat gescheiden waren. Tot 1960 was Rio de Janeiro de hoofdstad van Brazilië en was een federaal district. Van 1960 tot 1975 was het de aparte staat Guanabara. In 1975 fuseerden beide staten tot één staat. De twee kampioenschappen bleven nog tot 1978 naast elkaar bestaan, maar dan ging het Campeonato Fluminense op in het Campeonato Carioca. Voorheen wilde de bond van de stadscompetitie van Rio geen fusie wilde met het Campeonato Fluminense omdat ze geen zin hadden in langere afstanden af te leggen voor wedstrijden en omdat het Campeonato Carioca een van de sterkste van Brazilië was en het Campeonato Fluminense een van de zwakste. Tot dusver kon nog geen enkele club uit het voormalige Campeonato Fluminense het Campeonato Carioca winnen.

## Geschiedenis
De competitie werd in 1915 opgericht door de Liga Sportiva Fluminense (LSF) en was destijds alleen toegankelijk voor clubs uit de hoofdstad Niterói. In 1917 kreeg de bond concurrentie van de Associação Fluminense de Desportos Terrestre (AFDT), die ook twee jaar een competitie organiseerde. Het feit dat de competitie voornamelijk een feestje was van de hoofdstad zorgde voor onvrede waardoor in 1925 de Associação Fluminense de Esportes Athleticos (AFEA) opgericht werd. De AFEA werd de officiële vertegenwoordiger van de staat. Na drie editie klaagden de clubs over de hoge reiskosten. In 1928 werd de competitie vervangen door een selectie per stad. Aparte clubs namen niet meer deel, maar enkel stadsteams namen deel aan de competitie. De teams speelden veelal wel in lokale competities zoals het Campeonato Niteroiense. Deze formulie werd behouden tot 1940.
In 1941 werd de Federação Fluminense de Desportos (FFD) opgericht als nieuwe bond en werd er terug een competitie met clubs georganiseerd. Er vond een eindronde plaats die in bekervorm gespeeld werd. Van 1946 tot 1951 werd er echter opnieuw gekozen voor een systeem met stadsteams. In 1952 voerde de FFD een profcompetitie in. Clubs uit Campos dos Goytacazes en Niterói wilden hier aanvankelijk niet in spelen vanwege de reiskosten. Er werd enkele keren een superkampioenschap gespeeld tussen de kampioen van het Campeonato Fluminense en die van de stadscompetities van Niterói en Campos.
Na de fusie van de staten Guanabara en Rio de Janeiro kwam de discussie op gang over een gelijkaardige fusie bij de voetbalkampioenschappen. De clubs uit Rio zagen geen heil in een competitie met de zwakke clubs, daarom werd er beslist dat beide competitie langs elkaar zouden bestaan. Toch mochten Americano, Goytacaz en Volta Redonda vanaf 1976 wel aantreden in het Campeonato Carioca. In 1979 werden de competities uiteindelijk wel verenigd en kwam er een tweede en een derde divisie om het aantal clubs op te vangen.
Een aantal traditieteams uit Rio de Janeiro verdween zo uit de hogere reeksen om plaats te maken voor de clubs van het voormalige Campeonato Fluminense, maar toch bleven de clubs uit Rio de competitie domineren en maken zijn meestal meer dan de helft van de teams uit. Americano slaagde er in 2002 in om vicekampioen te worden en Volta Redonda in 2005. 

## Nationaal niveau
Reeds bij de invoering van de eerste nationale competitie, de Taça Brasil in 1959, had de staat een vertegenwoordiger. Goytacaz en Fonseca speelden drie keer mee en vier andere clubs namen één keer deel. Bij het rivaliserende kampioenschap, Torneio Roberto Gomes Pedrosa (1967-1970), werden de clubs van Rio de Janeiro te licht bevonden en mochten niet deelnemen. Bij de start van de Série A waren de clubs er ook niet bij, enkel van 1975 tot 1979 speelden de clubs Americano, Goytacaz en Volta Redonda enkele seizoenen in de Série A. Na de fusie met het Campeonato Carioca speelde enkel Americano in 1980 en 1983 in de Série A.
Central was de enige club van de staat die in de Série B speelde, in 1971.

## Titels per team
| Club          | Stad                        | Titels | Seizoenen                    |
| ------------- | --------------------------- | ------ | ---------------------------- |
| Goytacaz      | Campos dos Goytacazes       | 5      | 1955, 1963, 1966, 1967, 1978 |
| Americano     | Campos dos Goytacazes       | 5      | 1964, 1965, 1968, 1969, 1975 |
| Byron         | Niterói                     | 4      | 1917, 1922, 1924, 1925       |
| Fonseca       | Niterói                     | 3      | 1959, 1960, 1962             |
| Adrianino     | Engenheiro Paulo de Frontin | 3      | 1952, 1952, 1957             |
| Central       | Barra do Piraí              | 2      | 1970, 1976                   |
| Fluminense    | Niterói                     | 2      | 1919, 1920                   |
| Barra Mansa   | Barra Mansa                 | 2      | 1953, 1953                   |
| Barreto       | Niterói                     | 2      | 1921, 1923                   |
| Icaraí        | Niterói                     | 2      | 1941, 1943                   |
| Serrano       | Petrópolis                  | 2      | 1925, 1945                   |
| Manufatora    | Niterói                     | 2      | 1958, 1977                   |
| Barbará       | Barra Mansa                 | 2      | 1971, 1972                   |
| Rio Branco    | Campos dos Goytacazes       | 1      | 1961                         |
| Royal         | Barra do Piraí              | 1      | 1942                         |
| Odeon         | Niterói                     | 1      | 1917                         |
| Petropolitano | Petrópolis                  | 1      | 1944                         |
| Nictheroyense | Niterói                     | 1      | 1918                         |
| Coroados      | Valença                     | 1      | 1954                         |
| Gragoatá      | Niterói                     | 1      | 1927                         |
| Ararigboya    | Niterói                     | 1      | 1915                         |
| Parnahyba     | Niterói                     | 1      | 1916                         |
| Elite         | Niterói                     | 1      | 1926                         |
| Eletrovapo    | Niterói                     | 1      | 1964                         |
| Frigorífico   | Mendes                      | 1      | 1955                         |
| Sapucaia      | Campos dos Goytacazes       | 1      | 1974                         |

## Eeuwige ranglijst
In 1952 werden er twee kampioenschappen gespeeld, deze worden beiden meegeteld. In 1924 en 1964 werd er een extra kampioenschap gespeeld, hier wordt slechts één deelname per jaar meegeteld. Van 1953 tot 1955 speelde de kampioen van het Campeonato Fluminense een superkampioenschap met de kampioenen van Niterói en Campos dos Goytacazes, die beiden niet deelnamen aan het Campeonato Fluminense, hier wordt ook slechts één seizoen geteld voor de club die aan beide kampioenschappen deelnam. Vanaf eind jaren zestig tot midden jaren zeventig is meestal enkel de kampioen bekend. 
| Club                        | Stad                        | /45 | Periode (1915-1927, 1941-1945, 1952-1972, 1974-1978) |
| --------------------------- | --------------------------- | --- | ---------------------------------------------------- |
| Goytacaz                    | Campos dos Goytacazes       | 20  | 1941-1943, 1953-1967, 1975, 1978                     |
| Americano                   | Campos dos Goytacazes       | 19  | 1944, 1954-1966, 1968-1969, 1974-1975, 1978          |
| Niteroiense                 | Niterói                     | 15  | 1915-1918, 1920-1924, 1927, 1956-1958, 1961-1962     |
| Campos                      | Campos dos Goytacazes       | 14  | 1924, 1956-1966, 1975-1976                           |
| Rio Branco                  | Campos dos Goytacazes       | 14  | 1956-1966, 1975-1977                                 |
| Byron                       | Niterói                     | 13  | 1915, 1917-1927                                      |
| Canto do Rio                | Niterói                     | 12  | 1918-1922, 1924-1927, 1960-1962                      |
| Ypiranga                    | Niterói                     | 12  | 1915-1918, 1920-1922, 1924, 1927, 1956-1958          |
| Fonseca                     | Niterói                     | 12  | 1952-1963                                            |
| Paraíso de Campos           | Campos dos Goytacazes       | 12  | 1958-1966, 1975-1977                                 |
| Barra Mansa                 | Barra Mansa                 | 12  | 1941-1944, 1952-1956, 1958, 1969                     |
| Fluminense                  | Niterói                     | 11  | 1916, 1918-1922, 1925-1927, 1944, 1958               |
| Municipal                   | Campos dos Goytacazes       | 11  | 1956-1966                                            |
| São José                    | Campos dos Goytacazes       | 11  | 1956-1966                                            |
| Barreto                     | Niterói                     | 10  | 1916-1925                                            |
| Guarany                     | Niterói                     | 10  | 1915-1922, 1924-1925                                 |
| Manufatora                  | Niterói                     | 10  | 1956-1962, 1976-1978                                 |
| Cruzeiro                    | Niterói                     | 10  | 1954-1962, 1976                                      |
| São João                    | Campos dos Goytacazes       | 9   | 1958-1966                                            |
| Adrianino                   | Engenheiro Paulo de Frontin | 9   | 1952-1954, 1956-1959                                 |
| Ararigboya                  | Niterói                     | 8   | 1915-1916, 1918-1922, 1924                           |
| Odeon                       | Niterói                     | 8   | 1915, 1917-1922, 1924                                |
| Central                     | Barra do Piraí              | 8   | 1952-1954, 1956, 1966, 1970, 1976                    |
| Resende                     | Resende                     | 8   | 1941-1944, 1953-19544, 1957, 1968                    |
| Royal                       | Barra do Piraí              | 7   | 1941-1942, 1951, 1953-1955, 1966                     |
| Frigorífico                 | Mendes                      | 7   | 1943, 1953-1957, 1959                                |
| Riachuelo                   | Paraíba do Sul              | 7   | 1941-1942, 1944, 1952, 1957-1959                     |
| América                     | Niterói                     | 5   | 1919-1922, 1924                                      |
| Serrano                     | Petrópolis                  | 5   | 1925-1926, 1945, 1956, 1978                          |
| Barbará                     | Barra Mansa                 | 5   | 1958-1959, 1971-1972, 1974                           |
| Fluminense de Nova Friburgo | Nova Friburgo               | 5   | 1942, 1974, 1976-1978                                |
| Coroados                    | Valença                     | 5   | 1952-1955                                            |
| Guarani de Volta Redonda    | Volta Redonda               | 5   | 1954-1958                                            |
| Parnahyba                   | Niterói                     | 4   | 1915-1918                                            |
| Neves                       | São Gonçalo                 | 4   | 1918, 1921-1922, 1924                                |
| Metalúrgico                 | São Gonçalo                 | 4   | 1942-1944, 1963                                      |
| Valenciano                  | Valença                     | 4   | 1944, 1953-1955                                      |
| 1° de Maio                  | Piraí                       | 4   | 1952-1955                                            |
| Ypiranga de Macaé           | Macaé                       | 4   | 1941-1944                                            |
| Cruzeiro d Sul              | Niterói                     | 3   | 1915-1916, 1918                                      |
| Cubango                     | Niterói                     | 3   | 1916-1918                                            |
| Rio Cricket                 | Niterói                     | 3   | 1925-1927                                            |
| Gragoatá                    | Niterói                     | 3   | 1925-1927                                            |
| Icaraí                      | Niterói                     | 3   | 1941-1943                                            |
| Pery                        | Niterói                     | 3   | 1960-1962                                            |
| Cambaiba                    | Campos dos Goytacazes       | 3   | 1966, 1975-1976                                      |
| Sapucaia                    | Campos dos Goytacazes       | 3   | 1974-1976                                            |
| Petropolitano               | Petrópolis                  | 3   | 1924, 1942, 1944                                     |
| Teresópolis                 | Teresópolis                 | 3   | 1941-1942, 1951                                      |
| Brasil Industrial           | Paracambi                   | 3   | 1944, 1953-1954                                      |
| Benfica                     | Valença                     | 3   | 1953-1955                                            |
| Tupy                        | Paracambi                   | 3   | 1952-1954                                            |
| Comercial                   | Volta Redonda               | 3   | 1954-1956                                            |
| Nacional                    | Duque de Caxias             | 3   | 1956-1957, 1959                                      |
| São Pedro FC                | São João de Meriti          | 3   | 1956-1957, 1959                                      |
| Entrerriense                | Três Rios                   | 3   | 1942-1944                                            |
| Cordeiro                    | Cordeiro                    | 3   | 1942-1944                                            |
| Esperança de Niterói        | Niterói                     | 2   | 1915-1916                                            |
| Elite                       | Niterói                     | 2   | 1926-1927                                            |
| Flamengo                    | Niterói                     | 2   | 1926-1927                                            |
| São Bento                   | Niterói                     | 2   | 1926-1927                                            |
| Heróis                      | Niterói                     | 2   | 1960-1961                                            |
| Marítimo                    | Niterói                     | 2   | 1961-1962                                            |
| União                       | Niterói                     | 2   | 1962-1963                                            |
| Eletrovapo                  | Niterói                     | 2   | 1963-1964                                            |
| Esperança de Nova Iguaçu    | Nova Iguaçu                 | 2   | 1941, 1952                                           |
| Belford Roxo                | Belford Roxo                | 2   | 1942-1943                                            |
| Nalin                       | São Gonçalo                 | 2   | 1976-1977                                            |
| Costeira                    | Niterói                     | 2   | 1976-1977                                            |
| Floresta                    | Cambuci                     | 2   | 1943-1944                                            |
| Central Ferroviário         | Valença                     | 2   | 1941-1942                                            |
| Fluminense de Vassouras     | Vassouras                   | 2   | 1953-1954                                            |
| AA de Volta Redonda         | Volta Redonda               | 2   | 1954, 1956                                           |
| Siderantim                  | Barra Mansa                 | 2   | 1953-1954                                            |
| São Pedro EC                | São Pedro da Aldeia         | 2   | 1944-1945                                            |
| Tamoyo                      | Cabo Frio                   | 2   | 1941-1942                                            |
| Esperança de Nova Friburgo  | Nova Friburgo               | 2   | 1943-1944                                            |
| Fluminense de Bom Jesus     | Bom Jesus do Itabapoana     | 2   | 1943-1944                                            |
| Portela                     | Miguel Pereira              | 2   | 1943-1944                                            |
| Perinas                     | Angra dos Reis              | 2   | 1943-1944                                            |
| Paduano                     | Santo Antônio de Pádua      | 2   | 1943-1944                                            |
| Rio Branco                  | Niterói                     | 1   | 1915                                                 |
| Sport Fluminense            | Niterói                     | 1   | 1918                                                 |
| Nitcheroy City              | Niterói                     | 1   | 1918                                                 |
| Palmeiras                   | Niterói                     | 1   | 1918                                                 |
| Internacional               | Niterói                     | 1   | 1925                                                 |
| Tiradentes                  | Niterói                     | 1   | 1974                                                 |
| Vesúvio                     | Campos dos Goytacazes       | 1   | 1975                                                 |
| Independentes               | Nova Iguaçu                 | 1   | 1941                                                 |
| Iguaçu                      | Nova Iguaçu                 | 1   | 1944                                                 |
| Internacional de Petrópolis | Petrópolis                  | 1   | 1941                                                 |
| Paraíso de Resende          | Resende                     | 1   | 1976                                                 |
| Flamengo                    | Volta Redonda               | 1   | 1974                                                 |
| Volta Redonda               | Volta Redonda               | 1   | 1978                                                 |
| Flamengo de São Gonçalo     | São Gonçalo                 | 1   | 1941                                                 |
| Estrela D'Alva              | São Gonçalo                 | 1   | 1959                                                 |
| Trindade                    | São Gonçalo                 | 1   | 1959                                                 |
| Itaboraí                    | Itaboraí                    | 1   | 1977                                                 |
| Barroso                     | Valença                     | 1   | 1943                                                 |
| Guarani de Duque de Caxias  | Duque de Caxias             | 1   | 1956                                                 |
| Nova Cidade                 | Nilópolis                   | 1   | 1956                                                 |
| Fazenda                     | São João de Meriti          | 1   | 1957                                                 |
| Fábrica da Estrela          | Magé                        | 1   | 1957                                                 |
| Mageense                    | Magé                        | 1   | 1944                                                 |
| Volante                     | Paraíba do Sul              | 1   | 1958                                                 |
| Estado Novo                 | São Pedro da Aldeia         | 1   | 1944                                                 |
| Olarias                     | São João de Meriti          | 1   | 1944                                                 |
| Cascatinha                  | Petrópolis                  | 1   | 1943                                                 |
| Rubro-Negro                 | Araruama                    | 1   | 1944                                                 |
| Rio Grande                  | Cabo Frio                   | 1   | 1943                                                 |
| Transporte                  | Teresópolis                 | 1   | 1943                                                 |
| Miracema                    | Miracema                    | 1   | 1943                                                 |
| Miracemense                 | Miracema                    | 1   | 1944                                                 |
| Central                     | Guapimirim                  | 1   | 1943                                                 |
| Brasil                      | Rio Bonito                  | 1   | 1944                                                 |
| Santa Luzia                 | Saquarema                   | 1   | 1944                                                 |
| São José                    | Cachoeiras de Macacu        | 1   | 1944                                                 |
| Itaocara                    | Itaocara                    | 1   | 1943                                                 |
| Engenho Central             | Itaocara                    | 1   | 1944                                                 |
| Natividade                  | Natividade                  | 1   | 1943                                                 |
| Aimoré                      | São Sebastião do Alto       | 1   | 1944                                                 |
| Mesquita                    | Mesquita                    | 1   | 1976                                                 |
| Ferroviário                 | Cantagalo                   | 1   | 1944                                                 |
| Laje                        | Laje do Muriaé              | 1   | 1944                                                 |
| Tabajaras                   | São Fidélis                 | 1   | 1944                                                 |

1915 · 1916 · 1917 · 1918 · 1919 · 1920 · 1921 · 1922 · 1923 · 1924 · 1925 · 1926 · 1927 · 1928 · 1929 · 1930 · 1931 · 1932 · 1933 · 1934 · 1935 · 1936 · 1937 · 1938 · 1939 · 1940 · 1941 · 1942 · 1943 · 1944 · 1945 · 1946 · 1947 · 1948 · 1949 · 1950 · 1951 · 1952 · 1953 · 1954 · 1955 · 1956 · 1957 · 1958 · 1959 · 1960 · 1961 · 1962 · 1963 · 1964 · 1965 · 1966 · 1967 · 1968 · 1969 · 1970 · 1971 · 1972 · 1973 · 1974 · 1975 · 1976 · 1977 · 1978